# Eurovision Song Contest 1998

Deltagande länder.
Länder som blivit utslagna föregående år.
Länder som tävlat förut men inte deltog 1998.

Eurovision Song Contest 1998 sändes från i National Indoor Arena i Birmingham, Storbritannien den 9 maj 1998. Storbritannien var arrangör eftersom man året före hade vunnit med Love Shine A Light med Katrina and the Waves. Programledare var den svenskfödda Ulrika Jonsson och Terry Wogan, en populär TV-personlighet som med mycket sarkasm kommenterat festivalen för BBC:s tittare varje år mellan 1980 och 2008.
Vinnaren detta år var mycket kontroversiell i sitt eget hemland, Israel. Transsexuella Dana International hade skapat stora rubriker redan före finalen, och vann sedan tävlingen med 172 poäng, med låten Diva. Sämst gick det för Schweiz med artisten Gunvor Guggisberg som sjöng låten 'Lass ihn'. Bidraget kom sist med inga poäng alls.
Mellan varje bidrag visades videovykort med bilder från Storbritannien under temat "nu och då", vykortet avslutades med att man på olika sätt letade upp det tävlande landets flagga. Inför Sveriges bidrag tittade man på brittisk design och besökte till slut en inredningsbutik där mörkblåa vinglas stod uppställda på en gul duk och bildade Sveriges flagga.
Italien avstod detta år och återkom inte till tävlingen förrän 2011. Ryssland avstod tävlingen och återkom 2000. Dessutom uteblev Danmark, Island, Österrike och Bosnien och Hercegovina, på grund av deras dåliga placering året före. Belgien, Finland, Slovakien och Israel återvände till tävlingen, eftersom de inte medverkade föregående år. Rumänien deltog för första gången sedan 1994.
Ett minnesvärt från detta år var Guildo Horn från Tyskland med låten Guildo hat euch Lieb. Under framträdandet utförde han olika egenartade upptåg. Han ringde i bjällror, gick ut i publiken och kysste några i den och avslutade med att klättra högt upp i en ställning på scenen.

## Bidragen
| Nr | Land           | Artist                                  | Sång                          | Placering | Poäng |
| -- | -------------- | --------------------------------------- | ----------------------------- | --------- | ----- |
| 1  | Kroatien       | Danijela Martinović                     | Neka mi ne svane              | 5         | 131   |
| 2  | Grekland       | Dionysia Karoki-Georgopoulou & Thalassa | Mia krifi evaestthisia        | 20        | 12    |
| 3  | Frankrike      | Marie-Line                              | Où aller?                     | 24        | 3     |
| 4  | Spanien        | Mikel Herzog                            | ¿Que voy a hacer sin ti?      | 16        | 21    |
| 5  | Schweiz        | Gunvor Guggisberg                       | Lass ihn                      | 25        | 0     |
| 6  | Slovakien      | Katarína Hasprová                       | Modlitba                      | 21        | 8     |
| 7  | Polen          | Sixteen                                 | To takie proste               | 17        | 19    |
| 8  | Israel         | Dana International                      | Diva                          | 1         | 172   |
| 9  | Tyskland       | Guildo Horn                             | Guildo hat Euch lieb!         | 7         | 86    |
| 10 | Malta          | Chiara                                  | The One That I Love           | 3         | 165   |
| 11 | Ungern         | Charlie                                 | A holnap már nem lesz szomorú | 23        | 4     |
| 12 | Slovenien      | Vili Resnik                             | Naj bogovi slisijo            | 18        | 17    |
| 13 | Irland         | Dawn Martin                             | Is Always Over Now?           | 9         | 64    |
| 14 | Portugal       | Alma Lusa                               | Se eu te pudesse abracar      | 12        | 36    |
| 15 | Rumänien       | Mălina Olinescu                         | Eu cred                       | 22        | 6     |
| 16 | Storbritannien | Imaani                                  | Where are You?                | 2         | 166   |
| 17 | Cypern         | Michael Hadjiyianni                     | Yenesis                       | 11        | 37    |
| 18 | Nederländerna  | Edsilia Rombley                         | Hemel en Aarde                | 4         | 150   |
| 19 | Sverige        | Jill Johnson                            | Kärleken är                   | 10        | 53    |
| 20 | Belgien        | Mélanie Cohl                            | Dis oui                       | 6         | 122   |
| 21 | Finland        | Edea                                    | Aava                          | 15        | 22    |
| 22 | Norge          | Lars A. Fredriksen                      | Alltid sommer                 | 8         | 79    |
| 23 | Estland        | Koit Toome                              | Mere Lapsed                   | 12        | 36    |
| 24 | Turkiet        | Tüzmen                                  | Unutamazsin                   | 14        | 25    |
| 25 | Makedonien     | Vlado Janevski                          | Ne zori, zoro                 | 19        | 16    |

## Omröstningen
Omröstningen detta år var en av de jämnaste och mest spännande på många år. I första omgången fick värdlandet Storbritannien tolv poäng och det utbröt ett storjubel i arenan. Storbritannien hade ledningen även i andra omgången, men med Nederländerna bara en poäng efter, vilka i tredje omgången gick om precis. I fjärde omgången gick Israel om och höll den även i femte omgången. 
Dock visade det sig att rösterna i fjärde omgången (från Spanien) var felaktiga. Israel fick en tolva av Spanien, men det visade sig vara Tyskland som skulle fått tolv poäng. Detta korrigerades efter tävlingens slut, och större skillnader i resultatlistan blev det dock inte. Enda större skillnaden var att Tyskland fick ytterligare 12 poäng och gick upp någon placering. Ursprungligen delade Estland, Cypern och Portugal 11:e plats med 37 poäng men eftersom Estland och Portugal fick en poäng mindre efter korrigeringen gick Cypern om medan Portugal och Estland delade 12:e plats med 36 poäng
I den sjätte röstomgången gick Malta om och höll ledningen fram till den tionde omgången då Israel gick om på nytt, vilket Nederländerna återtog i omgången efter. Emellertid var inte ledningen stor, utan mycket jämn. Israel, Malta och Nederländerna kom ikapp varandra, men i den fjortonde omgången tog Israel tag i ledningen och började sakta dra ifrån. Israel behöll ledningen fram till den tredje sista omgången då Malta övertog ledningen och intill det sista låg Israel och Malta sida vid sida, och när så Makedonien som sista land skulle rösta gavs inga poäng till Malta, men åtta till Israel, vilket gjorde att Israel gick om och vann med sex poängs marginal. Storbritannien hade fått tio poäng vilket gjorde att även de gick om Malta. 
Under livesändningen låg Malta och Israel på delad första plats inför den sista röstomgången, men efter korrigeringen av Spaniens poäng låg Malta ensam på första plats med en poängs försprång.
| Röd: Telefonröstning Blå: Juryer | Röd: Telefonröstning Blå: Juryer | Röster | Röster | Röster | Röster | Röster | Röster | Röster | Röster | Röster | Röster | Röster | Röster | Röster | Röster | Röster | Röster | Röster | Röster | Röster | Röster | Röster | Röster | Röster | Röster | Röster | Röster |
| Röd: Telefonröstning Blå: Juryer | Röd: Telefonröstning Blå: Juryer | Totalt | HR     | GR     | FR     | ES     | CH     | SK     | PL     | IL     | DE     | MT     | HU     | SI     | IE     | PT     | RO     | UK     | CY     | NL     | SE     | BE     | FI     | NO     | EE     | TR     | MK     |
| -------------------------------- | -------------------------------- | ------ | ------ | ------ | ------ | ------ | ------ | ------ | ------ | ------ | ------ | ------ | ------ | ------ | ------ | ------ | ------ | ------ | ------ | ------ | ------ | ------ | ------ | ------ | ------ | ------ | ------ |
| Bidrag                           | Kroatien                         | 131    |        | 5      | 8      | 1      | 5      | 10     | 6      | 10     | 10     | 10     | -      | 12     | 3      | 2      | -      | 2      | 7      | 4      | 3      | 5      | 3      | 6      | 3      | 4      | 12     |
| Bidrag                           | Grekland                         | 12     | -      |        | -      | -      | -      | -      | -      | -      | -      | -      | -      | -      | -      | -      | -      | -      | 12     | -      | -      | -      | -      | -      | -      | -      | -      |
| Bidrag                           | Frankrike                        | 3      | -      | -      |        | -      | -      | -      | -      | -      | -      | -      | -      | -      | -      | -      | -      | -      | 1      | -      | -      | -      | -      | -      | -      | -      | 2      |
| Bidrag                           | Spanien                          | 21     | 1      | -      | 4      |        | 6      | -      | -      | 3      | -      | -      | -      | -      | -      | -      | -      | -      | 4      | -      | -      | 3      | -      | -      | -      | -      | -      |
| Bidrag                           | Schweiz                          | 0      | -      | -      | -      | -      |        | -      | -      | -      | -      | -      | -      | -      | -      | -      | -      | -      | -      | -      | -      | -      | -      | -      | -      | -      | -      |
| Bidrag                           | Slovakien                        | 8      | 8      | -      | -      | -      | -      |        | -      | -      | -      | -      | -      | -      | -      | -      | -      | -      | -      | -      | -      | -      | -      | -      | -      | -      | -      |
| Bidrag                           | Polen                            | 19     | -      | -      | 2      | -      | -      | -      |        | -      | 5      | -      | 2      | -      | -      | -      | 10     | -      | -      | -      | -      | -      | -      | -      | -      | -      | -      |
| Bidrag                           | Israel                           | 172    | -      | 10     | 12     | 10     | 10     | -      | 10     |        | 7      | 12     | -      | 7      | 6      | 12     | 7      | 5      | 10     | 6      | 5      | 10     | 10     | 3      | 7      | 5      | 8      |
| Bidrag                           | Tyskland                         | 86     | -      | 3      | -      | 12     | 12     | -      | -      | -      |        | -      | -      | 8      | 8      | 10     | 6      | 6      | -      | 12     | -      | 7      | 1      | -      | 1      | -      | -      |
| Bidrag                           | Malta                            | 165    | 7      | 6      | 6      | 5      | 8      | 12     | 8      | 7      | 8      |        | 7      | 3      | 12     | 5      | -      | 12     | 5      | 8      | 6      | 8      | 5      | 12     | 5      | 10     | -      |
| Bidrag                           | Ungern                           | 4      | -      | -      | 1      | -      | -      | -      | -      | -      | -      | -      |        | -      | -      | -      | 1      | -      | -      | -      | -      | -      | -      | 2      | -      | -      | -      |
| Bidrag                           | Slovenien                        | 17     | 3      | 2      | -      | -      | -      | -      | -      | -      | -      | -      | -      |        | -      | -      | 5      | -      | -      | -      | -      | -      | 4      | -      | -      | 3      | -      |
| Bidrag                           | Irland                           | 64     | 2      | -      | -      | -      | 2      | 4      | 2      | -      | 2      | 6      | 6      | 1      |        | 1      | 8      | 8      | -      | -      | 1      | -      | -      | 4      | 2      | 8      | 7      |
| Bidrag                           | Portugal                         | 36     | -      | 1      | 10     | 6      | -      | 2      | -      | 2      | -      | 2      | -      | -      | -      |        | -      | -      | 2      | -      | -      | 1      | -      | -      | -      | 6      | 4      |
| Bidrag                           | Rumänien                         | 6      | -      | -      | -      | -      | -      | -      | -      | 6      | -      | -      | -      | -      | -      | -      |        | -      | -      | -      | -      | -      | -      | -      | -      | -      | -      |
| Bidrag                           | Storbritannien                   | 166    | 12     | 7      | 3      | 3      | 3      | 1      | 7      | 12     | 1      | 8      | 10     | 5      | 5      | 6      | 12     |        | 8      | 7      | 7      | 6      | 8      | 5      | 8      | 12     | 10     |
| Bidrag                           | Cypern                           | 37     | 4      | 12     | -      | -      | -      | 5      | -      | 1      | -      | 1      | 1      | -      | -      | 4      | 4      | 3      |        | -      | -      | 2      | -      | -      | -      | -      | -      |
| Bidrag                           | Nederländerna                    | 150    | 10     | 8      | 5      | 4      | 7      | 6      | 5      | 8      | 6      | 7      | 12     | -      | 10     | 7      | -      | 10     | -      |        | 8      | 12     | 7      | 8      | -      | 7      | 3      |
| Bidrag                           | Sverige                          | 53     | -      | -      | -      | -      | -      | -      | 3      | -      | -      | 4      | 8      | -      | 2      | -      | -      | 1      | -      | 5      |        | -      | 6      | 10     | 12     | 2      | -      |
| Bidrag                           | Belgien                          | 122    | -      | 4      | 7      | 7      | 4      | 7      | 12     | 5      | 4      | 3      | 3      | 6      | 7      | 8      | -      | 7      | 6      | 10     | 2      |        | -      | 7      | 6      | 1      | 6      |
| Bidrag                           | Finland                          | 22     | -      | -      | -      | -      | -      | -      | -      | -      | -      | -      | -      | -      | -      | -      | -      | -      | -      | -      | 10     | -      |        | 1      | 10     | -      | 1      |
| Bidrag                           | Norge                            | 79     | -      | -      | -      | 8      | 1      | -      | 4      | 4      | 3      | 5      | 5      | 10     | 4      | 3      | -      | 4      | 3      | 3      | 12     | 4      | 2      |        | 4      | -      | -      |
| Bidrag                           | Estland                          | 36     | -      | -      | -      | 2      | -      | 8      | 1      | -      | -      | -      | 4      | 2      | 1      | -      | -      | -      | -      | 2      | 4      | -      | 12     | -      |        | -      | -      |
| Bidrag                           | Turkiet                          | 25     | 5      | -      | -      | -      | -      | -      | -      | -      | 12     | -      | -      | -      | -      | -      | 2      | -      | -      | 1      | -      | -      | -      | -      | -      |        | 5      |
| Bidrag                           | Makedonien                       | 16     | 6      | -      | -      | -      | -      | 3      | -      | -      | -      | -      | -      | 4      | -      | -      | 3      | -      | -      | -      | -      | -      | -      | -      | -      | -      |        |

### 12-poängare
| Antal | Tävlande land  | Länder som gav 12 poäng                  |
| ----- | -------------- | ---------------------------------------- |
| 4     | Malta          | Irland, Norge, Slovakien, Storbritannien |
| 4     | Storbritannien | Israel, Kroatien, Rumänien, Turkiet      |
| 3     | Israel         | Frankrike, Malta, Portugal               |
| 3     | Tyskland       | Nederländerna, Schweiz, Spanien          |
| 2     | Kroatien       | Makedonien, Slovenien                    |
| 2     | Nederländerna  | Belgien, Ungern                          |
| 1     | Belgien        | Polen                                    |
| 1     | Cypern         | Grekland                                 |
| 1     | Estland        | Finland                                  |
| 1     | Grekland       | Cypern                                   |
| 1     | Norge          | Sverige                                  |
| 1     | Sverige        | Estland                                  |
| 1     | Turkiet        | Tyskland                                 |

## Återkommande artister
| Artist               | Land     | Tidigare år | Info                 | Placering |
| -------------------- | -------- | ----------- | -------------------- | --------- |
| Danijela Martinović  | Kroatien | 1995        | Som medlem i Magazin | 6:e plats |
| José Cid (Alma Lusa) | Portugal | 1980        |                      | 7:e plats |

## Kommentatorer
- Kroatien - Aleksandar Kostadinov
- Grekland - Giorgos Mitropoulos
- Frankrike - Chris & Laura Mayne
- Spanien - José Luis Uribarri
- Schweiz - Roman Kilchsperger & Heinz Margot (SRG), Jean-Marc Richard (SSR), Jonathan Tedesco (TSI)
- Slovakien - Ej Bekräftat
- Polen - Artur Orzech
- Israel - Ingen Kommentator
- Tyskland - Peter Urban
- Malta - Gino Cauchi
- Ungern - Gábor Gundel Takács
- Slovenien - Miša Molk
- Irland - Pat Kenny
- Portugal - Rui Unas
- Rumänien - Leonard Miron
- Storbritannien - Terry Wogan
- Cypern - Evi Papamichail
- Nederländerna - Willem Van Beusekom
- Sverige - Pernilla Månsson & Christer Björkman
- Belgien - Jean-Pierre Hautier (RTBF), André Vermeulen & Andrea Croonenberghs (VRT)
- Finland - Maria Guzenina & Sami Aaltonen
- Norge - Jostein Pedersen
- Estland - Marko Reikop
- Turkiet - Ömer Önder
- Makedonien - Milanka Rašik
- Island (Deltog inte i tävlingen) - Páll Óskar Hjálmtýsson

## Talesmän
- Kroatien - Davor Mestrovic
- Grekland - Alexis Kostalas
- Frankrike - Marie Myriam (representerade Frankrike 1977)
- Spanien - Belén Fernández de Henestrosa
- Schweiz - Regula Elsener
- Slovakien - Alena Heribanová
- Polen - Jan Chojnacki
- Israel - Yigal Ravid
- Tyskland - Nena
- Malta - Stephanie Farrugia
- Ungern - Barna Héder
- Slovenien - Mojca Mavec
- Irland - Eileen Dunne
- Portugal - Lúcia Moniz (representerade Portugal  1996)
- Rumänien - Anca Turcasiu
- Storbritannien - Ken Bruce
- Cypern - Marina Maleni
- Nederländerna - Conny Vandenbos (representerade Nederländerna 1965)
- Sverige - Björn Hedman
- Belgien - Marie-Hélène Vanderborght
- Finland - Marjo Wilska
- Norge - Ragnhild Sælthun Fjørtoft
- Estland - Urve Tiidus
- Turkiet - Osman Erkan
- Makedonien - Evgenija Teodosievska